# Fiddler on the Roof

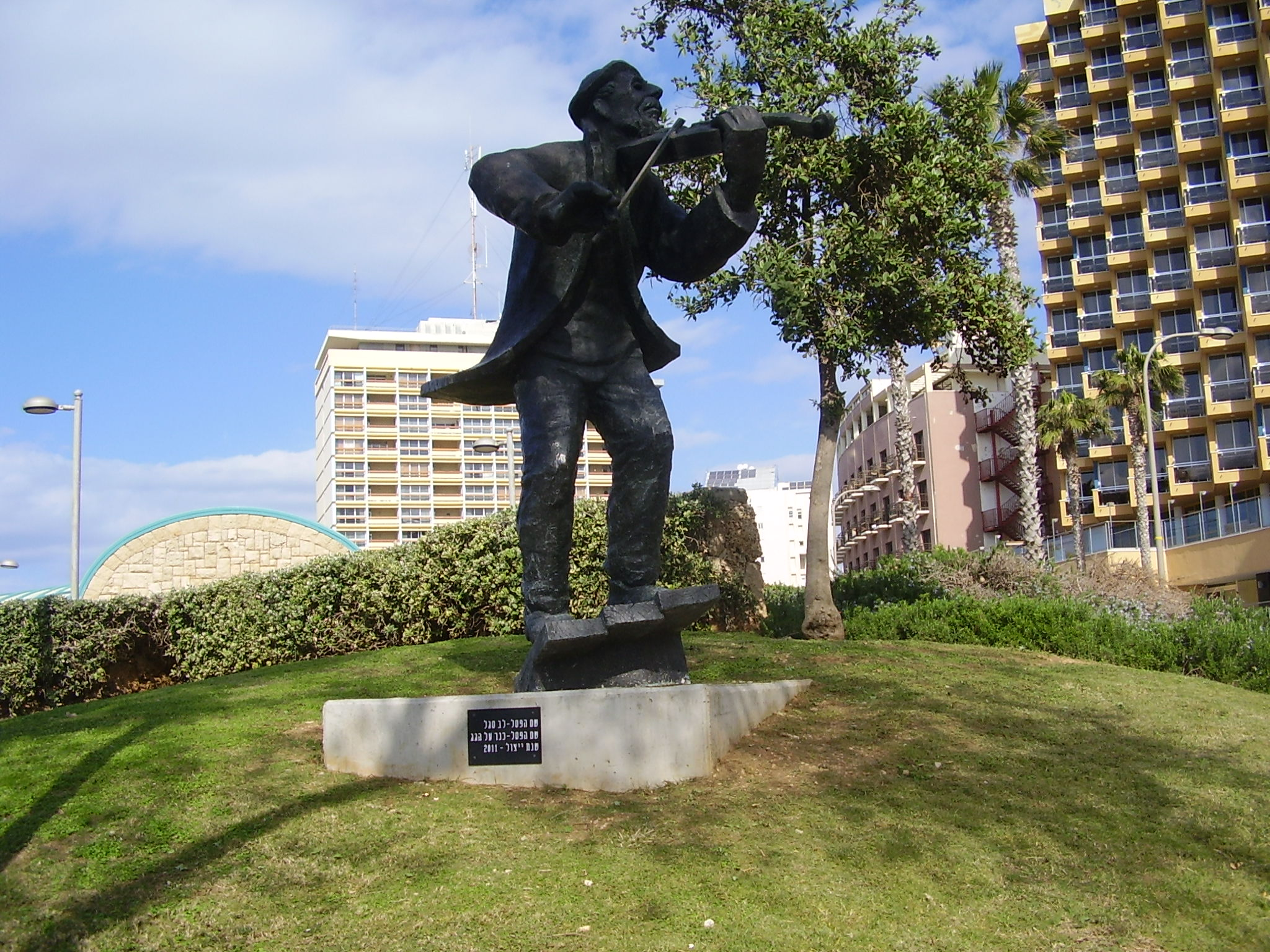
Fiddler on the Roof in Netanya

Fiddler on the Roof (no Brasil, Um Violinista no Telhado; em Portugal, Um Violino no Telhado) é um musical em dois atos do compositor americano Jerry Bock, com letra de Sheldon Harnick e libreto de Joseph Stein. A obra, que se passa na Rússia czarista, em 1905, é baseada na peça Tevye e suas Filhas, também conhecida como Tevye, o Leiteiro, e outros Contos, de Sholem Aleichem. A história gira em torno de Tevye, pai de cinco filhas, e suas tentativas de manter sua família e suas tradições religiosas judaicas enquanto as influências externas penetram em suas vidas; Tevye se vê obrigado a lidar com as ações determinadas de suas três filhas mais velhas, cujas escolhas de marido as afastará dos costumes de sua fé, e com o édito do czar Nicolau II da Rússia, que expulsa os judeus de sua vila.
A produção original da Broadway da peça, que estreou em 1964, foi a primeira produção de um musical na história a ultrapassar a marca de três mil performances. A obra também deteve o recorde de musical da Broadway a ficar mais tempo em cartaz por quase dez anos, até que Grease a ultrapassou. A produção foi extremamente bem-sucedida em termos de público e crítica; foi indicada a dez Prêmios Tony, vencendo nove, incluindo os prêmios de melhor musical, partitura, libreto, direção e coreografia. Também foi reencenada na Broadway quatro vezes e teve uma adaptação bem sucedida para o cinema em 1971, além de ser comumente encenada internacionalmente e em produções escolares e comunitárias.